# Jur (Ethnie)
Die Jur (auch Djur, Dyur, Giur) sind eine Ethnie aus dem Sudan. Sie sprechen eine westnilotische Sprache, sind Moslems und leben von Rinderzucht. Sie sind eng verwandt mit den Dinka, Nuer, Anuak und Acholi.